# Rena Small
Rena Small (nascida em 1954) é uma artista conceitual americana que trabalha principalmente em fotografia. Small é mais conhecida pela sua série em andamento The Artists' Hands Continuum, que consiste em fotografias a preto e branco das mãos de artistas conhecidos. Ela começou o projeto em 1994.

## Colecções
- Museu George Eastman[4]
- Museu J. Paul Getty[5]
- Museu de Arte do Condado de Los Angeles[6]
- Museu Norton Simon[7]
- Museu de Arte da Universidade de Princeton[8]
- Museu RISD[9]
- Museu de Arte de Seattle[10]